# Gigantes y Cabezudos

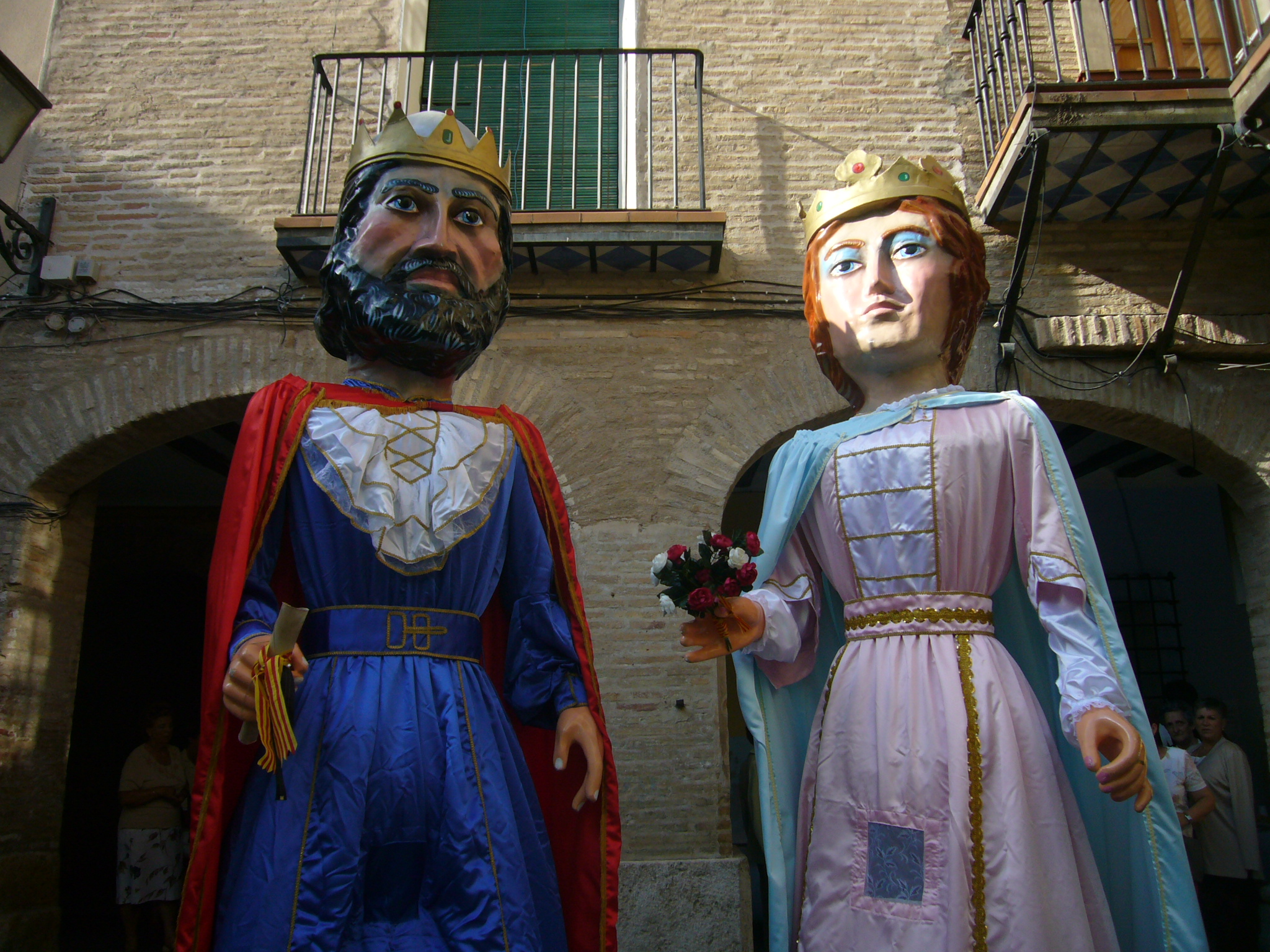
König und Königin in Borja

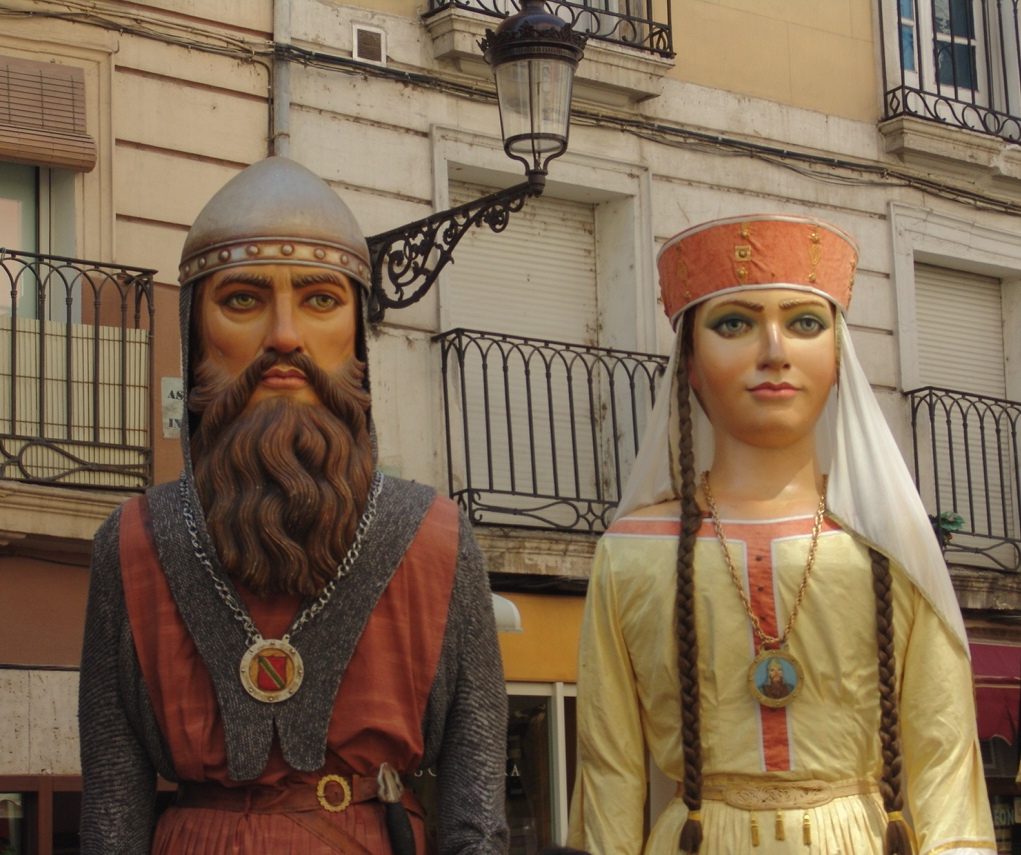
El Cid und Doña Jimena in Burgos

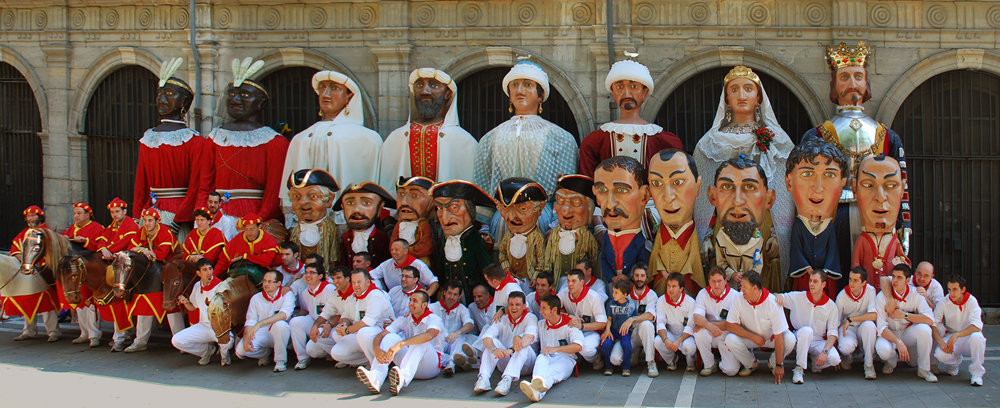
Gigantes y Cabezudos und ihre Träger in Pamplona

Gigantes y Cabezudos (katalanisch: Gegants i Capgrossos; deutsch: ‚Riesen und Großköpfe‘) sind populäre Figuren der spanischen Volkstradition. Sie haben vielerorts einen festen Platz bei innerstädtischen Festumzügen.

## Geschichte
Die Gestalten der Cabezudos und Gigantes reichen wahrscheinlich bis ins Mittelalter zurück. Eine erste Erwähnung dreier Figuren findet sich im Jahre 1201 in Pamplona; die nächste stammt aus dem Jahr 1424 und betrifft Barcelona. Ursprünglich waren es wohl nur männliche Figuren, deren Partnerinnen erst in späterer Zeit hinzukamen. Während bei den Gigantes ein historischer Zusammenhang mit der Zeit der Reconquista offensichtlich ist, können die zwergenhaft wirkenden Cabezudos auf die – nicht nur an spanischen Fürstenhöfen – zur Belustigung oder zur Begleitung der heranwachsenden Prinzen und Prinzessinnen (infantes) lebenden Kleinwüchsigen zurückgeführt werden; sie waren ein nahezu unverzichtbarer Bestandteil des höfischen Lebens (siehe Diego Velázquez: Las Meninas). Die Größe und Autorität der jeweiligen Herrscher konnte und sollte durch die Anwesenheit der oft unbeholfen und tölpelhaft wirkenden Zwerge eine Steigerung erfahren.

## Verbreitung
Gigantes y Cabezudos finden sich in allen Regionen Spaniens – also auch im Baskenland, in Katalonien oder in Andalusien, wobei die einzelnen Figuren regionalen und selbst lokalen Abwandlungen unterliegen können. In der Zeit des spanischen Kolonialreichs gelangten sie auch in andere Teile Europas (Flandern, Portugal) oder nach Übersee, wo sich jeweils neue Figurentypen herausgebildet haben.

## Gestaltung

### Gigantes
Als Gigantes werden die zwischen drei und vier Meter hohen und ca. 40 Kilogramm schweren Figuren bezeichnet, die zumeist König und Königin (Rey y Reina) und einen dunkelhäutigen Maurenkönig (Rey Moro) verkörpern. Aber auch Darstellungen anderer mehr oder weniger historischer Gestalten sind möglich – so zum Beispiel des Cid und seiner Gemahlin Doña Jimena. Ihre Gewänder sind eher prächtig und ihr ganzes Auftreten ist als würdevoll und hoheitlich zu bezeichnen. Im Innern der Figuren befindet sich ein Traggestell aus Holzleisten oder Aluminium; Köpfe und Hände sind zumeist aus Pappmaschee gefertigt. Die Arme sind eher unbeweglich; selbst bei Drehungen und beim Tanz schwingen sie kaum. Die tragenden Personen haben in der Regel keinen Blickkontakt zu Außenwelt; beim Gehen und Drehen werden sie oft von den Cabezudos oder anderen Begleitpersonen geführt – in einige Gewänder sind allerdings Sehschlitze oder Gitter eingearbeitet.

### Cabezudos
Die Cabezudos wirken gegenüber den Gigantes beinahe zwergenhaft – ein Eindruck, der durch ihren übergroßen Kopf noch verstärkt wird. Das groteske Äußere wird durch ihre eher einfache Kleidung und ihre Tanzsprünge noch verstärkt; früher trugen sie manchmal eine Peitsche oder eine Schweinsblase. Sie bilden somit in jeder Beziehung einen Gegenentwurf zu den Gigantes. Durch die Mundöffnung sind die Träger in der Lage, ihre Umwelt wahrnehmen oder auch mit jemand zu reden.

## Bedeutung
Riesen und Zwerge sind in den Sagen und Legenden nahezu aller Kulturen verbreitet. Selbst neuzeitliche Schriftsteller wie François Rabelais (Gargantua und Pantagruel) oder Jonathan Swift (Gullivers Reisen) haben sie benutzt, um ihren Zeitgenossen einen Spiegel vorzuhalten oder andere Lebenswelten zu zeigen. Ihr in früheren Zeiten oft bedrohliches und fremdartiges Äußeres ist in den letzten Jahrhunderten einem eher volksnahen und friedvollen Charakter gewichen. Für Kinder jedoch ist ihre Gestalt immer noch fremd und furchteinflößend, was in jüngster Zeit dazu geführt hat, dass die Cabezudos oft Süßigkeiten verteilen.
Der wahrscheinliche Zusammenhang der Gigantes mit der Reconquista macht für frühere Zeiten eine Vergegenwärtigung und psychologische Verarbeitung historischer und/oder legendenhafter Ereignisse und Personen wahrscheinlich, die heute eher einer allgemeinen Volksbelustigung gewichen ist.

## Museum
Im Ort Puebla de Sanabria in der Provinz Zamora ist ein Museum zur Geschichte und Bedeutung der Gigantes y Cabezudos eingerichtet worden.

## Zarzuela
Gigantes y Cabezudos sind auch wichtige Gestalten in den volkstümlichen, operettenähnlichen Singspielen der Zarzuelas.